# هلع
الهلع هو الخوف أو القلق. تعريف القاموس للهلع هو الشعور بالقلق أو الخوف أو عدم الأمان.